# Scott Verplank
Scott Verplank Rachal, né le 9 juillet 1964 à Dallas, est un golfeur américain.

## Biographie
Verplank est né à Dallas dans l'État du Texas. En 1985, il remporte le son premier tournoi PGA Tour, le Western Open alors qu'il est encore amateur. Il passe professionnel l'année suivante. Son palmarès va s'enrichir de quatre nouvelles victoires PGA : le Buick Open 1988, le Reno-Tahoe Open 2000, le Canadian Open 2001 et l'EDS Byron Nelson Championship en 2007. Il a aussi fait partie de l'équipe américaine perdante de la Ryder Cup en 2002 et 2006.

## Tournois gagnés sur le PGA Tour
- 1985 : Western Open
- 1988 : Buick Open
- 2000 : Reno-Tahoe Open
- 2001 : Canadian Open
- 2007 : EDS Byron Nelson Championship